# Gödöllő
Gödöllő (madžarsko: [ˈɡødølløː]; nemško Getterle; slovaško Jedľovo) je mesto v županiji Pešta v metropolitanskem območju Budimpešte na Madžarskem, približno 30 km severovzhodno od obrobja Budimpešte. Po popisu iz leta 2010 ima 34.396 prebivalcev in hitro narašča. Iz Budimpešte se lahko zlahka doseže s primestno železnico (HÉV) in državno železnico (MÁV-START).
Gödöllő je dom univerze Szent István, glavne izobraževalne ustanove za kmetijstvo na Madžarskem. Palača Gödöllő je bila prvotno zgrajena za aristokratsko družino Grassalkovich; Franc Jožef, avstrijski cesar in ogrski kralj ter njegova žena Elizabeta (»Sisi«) sta kasneje imela tukaj svojo poletno rezidenco.
Komunizem je velik del prvotnih enonadstropnih stanovanj v mestu zravnal z zemljo, da bi naredili prostor za stanovanjske bloke, ki še naprej prevladujejo v središču mesta, pa tudi večji del kraljevega gozda in Elizabetinega parka je bil zravnan za industrijsko uporabo.

## Zgodovina
Že v kameni dobi je bilo to območje poseljeno.
Najzgodnejši dokazi o naselitvi so iz rimskega obdobja. Limes Sarmatiae (latinsko za "sarmatsko mejo"), (madžarsko:Ördögárok = Hudičev jarek) je južno od Gödöllőja. Limes Sarmatiae (latinsko za "sarmatsko mejo") je več linij rimskih utrdb, zgrajenih večinoma v času vladavine Konstantina I. (312–337).

### Ssrednji vek
Najzgodnejši razpoložljivi pisni podatki o lastninskih pravicah v Gödöllőju izvirajo iz zgodnjega 14. stoletja, ko je bilo mesto ločeno od večje skupnosti Besnyő. Naselbina je bila tedaj v lasti družin manjšega plemstva. Do sredine 15. stoletja se je Gödöllő razvil v vas.

### Turška oblast
Po katastrofalnem porazu v bitki pri Mohaču leta 1526 so prodirajoče turške čete zasedle Budim in nato še Gödöllő. Zaradi tega se je število prebivalcev zmanjšalo na le nekaj družin. Podatkov o lastninskih pravicah v času 160-letne turške vladavine ni.
Do sredine 17. stoletja je Gödöllő spet postal vas. Njen lastnik Ferenc Hamvay je bil prvi lastnik, ki je prebival v kraju, v svoji podeželski hiši v središču vasi. Takrat je vas poleg dvorca in reformne cerkve sestavljalo še nekaj hiš s stenami iz pletenih vej, gline in slamnatih streh.

### Habsburška vladavina
Odločilen preobrat v življenju Gödöllőja je povzročil Antal Grassalkovich I. (1694–1771), eden najvidnejših plemičev na Madžarskem 18. stoletja. Grassalkovich, rojen v obubožani družini manjšega plemstva, je leta 1715 začel svojo kariero kot odvetnik. Leto kasneje je že sodeloval pri Hofkammer (Kraljeva zbornica, organ habsburške finančne uprave v 16.–18. stoletja). Leta 1727 je postal predsednik Komisije za nove pridobitve (Neoaquistica Commissio), ki se je ukvarjala z revizijo in ureditvijo kaotičnih lastninskih pravic po turški vladavini. V tej funkciji je prvič naletel na posestvo Gödöllő, katerega takratna lastnica Krisztina Bossányi je lahko preverila svoje lastninske pravice.
Grassalkovich je s povečevanjem politične moči in bogastva načrtoval razvoj velikega posestva s središčem v Gödöllőju. To je postalo mogoče po smrti Krisztine Bossányi leta 1737, ko je Grassalkovich zaporedoma kupil nepremičnine od njenih dedičev. Svojo palačo je začel graditi že leta 1741, ki je kot največji baročni dvorec na Madžarskem še danes glavna znamenitost Gödöllőja.
Grassalkovich, ki je bil naklonjen kralju Karlu IV. in kraljici Mariji Tereziji, je prav tako zelo uspešno upravljal z lastnino zakladnice. Za svoje gospodarske in politične sposobnosti je prejel najprej baronski naziv, kasneje pa grof.
Skrbno je skrbel za to, da so bile njegove posesti donosne in da so bile v dobrem stanju. Na svojih posestvih je zgradil 33 cerkva, vključno s cerkvijo na svetem kraju Máriabesnyő in kapelo graščine v Gödöllőju. V središču mesta Gödöllő je dal zgraditi niz hiš in tja naselil nemške rokodelce in obrtnike ter s tem poleg reformiranega prebivalstva povečal število rimskokatoličanov. Hiši Hamvay je dodal nadstropje in omogočil, da deluje kot zatočišče. Na javnih mestih so na njegovo pobudo nastajale tudi baročne umetnine (kot so Kalvarija, Marijin steber, kip sv. Janeza Nepomuka). Zaradi njegovih dejavnosti načrtovanja vasi je Gödöllő leta 1763 postal podeželsko mesto s pravico do tržnic.
Sin Grassalkoviča I., Antal Grassalkovič II. (1734–1794), ki je bil povzdignjen v kneza, se je za posest malo brigal. Nepremičnine je eno za drugo oddajal v najem, likvidiral gospodinjstvo v Gödöllőju in se preselil na Dunaj. Po njegovi smrti je posest, obremenjeno z dolgovi, podedoval njegov sin Antal Grassalkovich III. Še naprej se je zadolževal in umrl brez potomcev, zato so se premoženja dedovala po ženski liniji.
Takrat je dvorec postal prizorišče pomembnega političnega dogajanja. V spomladanski kampanji osamosvojitvene vojne 1848-1849 so madžarski vojaki 6. aprila 1849 dosegli zmago v Isaszegu. Po tem so si Lajos Kossuth in njegovi generali nastanili stanovanje v graščini Gödöllő. Tu je potekal vojni svet, na katerem se je pojavila ideja za detronizacijo Habsburžanov in boj za madžarsko neodvisnost.
Leta 1850 je bankir György Sina kupil posestvo Gödöllő. On in pozneje njegov sin sta redko ostala v Gödöllőju; transakcijo so imeli le za kapitalsko naložbo in leta 1864 celotno posest prodali belgijski banki. Madžarska država jo je marca 1867 odkupila od te banke in jo skupaj z graščino podarila Francu Jožefu I. in cesarici Elizabeti (»Sissi«) kot kronansko darilo. Od takrat naprej se je kraljeva družina v Gödöllőju zadrževala predvsem spomladi in jeseni, kar je povzročilo velik razmah v življenju mesta.
Severna železniška proga, na primer, v nasprotju s prvotnim načrtom poteka blizu Gödöllőja, ker je bilo tam kraljevo letovišče. Plinarna, namenjena proizvodnji plina za železniško postajo in kraljevi dvorec, je bila zgrajena leta 1874. Povečalo se je število obrtnikov in malih trgovcev. Mnogim sta delo priskrbela stan in dvor. Leta 1869 je bila ustanovljena hranilnica Gödöllő, njen prvi delničar je bil Franc Jožef I. Podeželsko mesto (to je od leta 1864 dalje velika vas kot upravna enota) je preraslo v vse bolj priljubljeno letovišče, ki je poleg prisotnosti kraljeve družine, njenih naravnih danosti in svežega zraka, uspevalo. Letno je 300–400 peštanskih družin preživelo poletno sezono v Gödöllőju, ki je postajal vedno bogatejši s kopališči, restavracijami in vaškimi gostilnami. Hotel kraljice Elizabete, ustanovljen v dvorcu Hamvay, je postal prizorišče živahnega družabnega življenja. Tam je bila odprta igralnica, različna družabna društva in krožki pa so pogosto prirejali svoje večerne zabave, povezane z gledališkimi predstavami.
Agrarni značaj vasi se je začel oblikovati ob koncu stoletja. Pravne naslednice zavodov za kmetijsko izobraževanje in vzorčnih kmetij, ustanovljenih na ozemlju kraljevega posestva, delujejo še danes. Poleg tega se je število rokodelcev še povečalo, deloma zato, ker je bilo tu kraljevo letovišče; v Gödöllőju se ni naselila nobena velika industrija: posledica razvoja prometa je bilo podaljšanje primestne ("HÉV") železniške proge, prvotno med Budimpešto in Kerepesom, do Gödöllőja. Ta linija še danes dobro deluje.
Gödöllő se je na prelomu stoletja zapisal tudi v zgodovino madžarske umetnosti. Od leta 1901 do 1920 je tu delovala edina organizirana likovna kolonija v času madžarske secesije.
To je bil čas, ko se je v občini začel srednješolski pouk. Gimnazija minoritov je odprla svoja vrata leta 1911. Do leta 1924 je bila zgrajena tudi gimnazija reda premonstratencev.

### Med svetovnima vojnama
Jeseni 1918 je v 'graščini' mesta kralj Karel IV. sprejel odstop madžarske vlade.
Približno v tem času je dvorec za kratek čas zasedel predsednik vlade Mihály Károlyi.
Leta 1919 je imel v graščini svoj štab vojaški generalštab Madžarske sovjetske republike.
Regent Miklós Horthy je zasedal kraljevo palačo od leta 1920 do 1944.

### 4. svetovni skavtski jamboree
Gödöllő v kraljevem gozdu na območju okoli kraljeve palače je med 2. in 13. avgustom 1933 gostil 4. svetovni skavtski jamboree. Na prizorišču je taborilo skupno 25.792 skavtov iz 54 držav. Vodja tabora Jamboree je bil glavni skavt Madžarske, grof Teleki Pál, član mednarodnega odbora, ki je bil in bo pozneje ponovno postal predsednik vlade Madžarske. Generalni upravnik taborišča je bil Vitez Kisbarnaki Ferenc Farkas, generalštabni častnik madžarske kraljeve vojske, ki je bil pozneje imenovan za glavnega skavta Madžarske ob smrti Telekija Pála leta 1941. Taborniki so živeli v desetih podtaborih. Celotno taborišče so oskrbovali lastna pošta, reševalna postaja, bolnišnica, parna železnica in postaja, električna lokalna tramvajska proga s štirimi postajami, radijska služba, 14 km oskrba z vodo z 9 vodnjaki in zračni prevoz.
Ta dogodek je bil opazen kot prvo mednarodno srečanje, kjer so bili zastopani letalski skavti, vključno s slavnima pilotoma, Madžarom Lászlójem Almásyjem in Avstrijcem Robertom Kronfeldom. Leta 1939 je kraljevi park gostil tudi jamboree skavtinj.

### Gödöllő in holokavst
Gödöllő ima zapise o judovskem prebivalstvu od prve polovice 19. stoletja, dobavitelje dvoru Franca Jožefa I. od leta 1867. Leta 1870 je bila zgrajena sinagoga, judovska šola pa je delovala od leta 1857 do 1944. Židovskih prebivalcev je bilo leta 1880 195 in leta 1930 276, potem ko je leta 1920 doseglo vrh 451. Po prvi svetovni vojni so bili Judje hudo preganjani, zlasti po imenovanju Lászla Endreja leta 1923 za okrožnega komisarja mesta.
Po podatkih Yad Vashem je leta 1941 v mestu živelo 188 Judov. Območni guverner dr. Laszlo Endre je poslal veliko Judov v madžarsko vojsko na prisilno delo, kjer je večina umrla na vzhodni fronti v Ukrajini. Mestni geto je bil ustanovljen konec aprila 1944, pred objavo odloka o ustanovitvi getov v okrožju, ki ga je po Yad Vashemu 12. maja 1944 izdal namestnik okrožnega komisarja dr. Laszlo Andre.
Judovsko prebivalstvo Gödöllőja je bilo 12. junija 1944 deportirano v Auschwitz prek tovarne sladkorne pese v Hatvanu kot del tako imenovanih 'nujnih' deportacij iz okraja Zala in drugih delov južne Madžarske, namesto kot del operacij v conah III in IV. Randolph L. Braham nakazuje, da je ta ukaz prišel neposredno iz madžarskih vladnih krogov, pri čemer navaja obtožbe, da naj bi »Miklósu Horthyju omogočili sprehod po mestu, ne da bi videl Žide, in da bi mu omogočili, da osebno izkusi posledice proti -judovski ukrepi«. Mesto je bilo v tem času 'poletna rezidenca' Horthyja, regenta Madžarske.

### Sovjetska doba
Po drugi svetovni vojni je razvoj skupnosti dobil nov zasuk. V delu graščine so bile nameščene sovjetske čete, v večjem delu pa je bil socialni dom. V nasprotju s prejšnjim značajem poletnega letovišča se je v Gödöllőju začela industrija. Prvi korak v tej smeri je bila izgradnja Tovarne električnih merilnih instrumentov Ganz leta 1950, ki so ji sledili drugi industrijski obrati. Istega leta se je Univerza za kmetijske vede preselila v stavbe zaprtega inštituta Premonstratencev. To je pomenilo zaokrožitev značaja občine kot agrarnega središča in povzročilo nadaljnjo širitev mreže kmetijskih ustanov, povezanih z univerzo.
Vlogo leta 1948 podržavljenih cerkvenih šol so prevzele državne splošne in srednje šole. Leta 1951 je začela delovati vajeniška šola, leta 1955 pa je začela delovati Splošna državna gimnazija Török Ignác. Občinska knjižnica je bila odprta leta 1955 in se od takrat dopolnjuje z oddelkoma za otroke in glasbo.
1. januarja 1966 je bil Gödöllő povišan v mesto. Takrat je začela nastajati današnja podoba mesta. Stare vrste kmečkih hiš so druga za drugo izginjale, na njih pa so se pojavljala stanovanjska naselja in javne ustanove.
Novo obdobje v kulturnem življenju mesta se je začelo leta 1981, ko je bil slovesno odprt Kulturni center »Sándor Petőfi«, ki je s svojimi raznolikimi programi kmalu dosegel vseslovanski sloves. V tem desetletju se je mestno jedro zelo spremenilo. Na glavnem trgu so zgradili banko in turistično agencijo. Gradnja mestne hiše je bila dokončana leta 1986 (porušena leta 2018, da bi naredila prostor za otroško igrišče in javne sedeže). Nasproti tega so leta 1988 slovesno odprli novo stavbo gimnazije. Tega leta je Hamvayeva hiša, v kateri je od leta 1978 domoznanska zbirka, dobila status muzeja. Hkrati je bila odprta zbirka strojev Univerze za kmetijstvo.
Politične spremembe, do katerih je prišlo ob koncu 1980-ih in v začetku 1990-ih, so prinesle pomembne spremembe tudi v življenju Gödöllőja. Nekateri industrijski projekti, ki so se tu naselili v 1950-ih, so se zaprli, drugi, ki so bili uspešni, pa so bili privatizirani. Povečalo se je število industrijskih in storitvenih enot v zasebni lasti, ki so hitro spremenile podobo mesta.
Vpliv sprememb se je poznal tudi v šolstvu. Ponovno so začele delovati cerkvene šole. Leta 1989 so kapucini in sestre Salvatorke dobili nazaj svoje samostane; leta 1990 so se premonstratenci vrnili v Gödöllő in po odprtju šole leta 1993 zgradili svojo cerkev.

### Po komunizmu
Leta 1990, po odhodu sovjetskih čet, se je začel proces obnove skoraj porušenega dvorca Grassalkovich, in čeprav se dela nadaljujejo, je večina kraljeve palače odprta za obiskovalce kot muzej in koncertno prizorišče.
Med madžarskim predsedovanjem EU leta 2011 so v Kraljevi palači potekala neformalna mednarodna ministrska srečanja. Glavna prizorišča sta bila jahalna šola baročne palače in prenovljeni hlev.
Mesto je gostilo 10. srečanje zunanjih ministrov ASEM, medregionalni forum 27 članic Evropske unije, Evropske komisije, 10 članic sekretariata ASEAN, Kitajske, Japonske ter Republike Koreje, Indije, Mongolije in Pakistana, Avstralija, Rusija, Nova Zelandija, Bangladeš, Norveška in Švica.
Leta 2016 (od 28. julija do 6. avgusta) je Gödöllő gostil Evropsko prvenstvo v lakrosu za moške 2016. Na prvenstvu je sodelovalo 24 evropskih držav. Tekme za turnirje so potekale na igrišču Univerze Szent István.

## Geografija
Gödöllő je na 47°36′00″N 19°22′00″E / 47.60000°N 19.36667°E. Leži v hribovju Gödöllő.
Po popisu iz leta 2010 ima mesto skupno površino 61,98 kvadratnih kilometrov. 58,36 kvadratnih kilometrov je kopnega in 1,4 kvadratnih kilometrov od tega (2,25 %) vode.
Gödöllő meji na jugu na mesto Isaszeg, na vzhodu skozi gozd na vas Domony, na zahodu skozi drugi gozd na mesto Kerepes in na severu na Szada.
Arboretum Gödöllő, sprva imenovan Arboretum Franca Jožefa, je bil ustanovljen leta 1902 na 190 hektarih zemlje; postavitev je bila dokončana leta 1914. Pred drugo svetovno vojno je veljal za najpomembnejši arboretum na Madžarskem. Mesto ga je začelo širiti leta 1960 in danes upravlja s 350 hektarji. 90 % gozda je namenjenega raziskovanju, ostalih 10 % pa je park.
Na tem območju je tudi mestni muzej čebelarstva (Méhészeti Múzeum).

### Parki
V primerjavi z velikostjo mesta ima veliko parkov, vendar so samo štirje veliki.
- Erzsébet Park (park Avstrijske cesarice Elizabete)
- Park Kastély (park palače)
- Alsó Park (park v središču mesta)
- Park Egyetemi (univerzitetni park)

## Znamenitosti

### Kraljeva palača Gödöllő
Kraljeva palača Gödöllő je eden najpomembnejših, največjih spomenikov madžarske palačne arhitekture. Je baročna stavba na površini 1700 m² z 28 ha parka. Znana je po tem, da je bila priljubljen kraj madžarske kraljice Elizabete.

### Glavni trg
Glavni trg Gödöllő, Szabadság Tér (Trg svobode), je dosegljiv s kratkim sprehodom od istoimenske postaje primestnega vlaka (HEV). Njegove znamenitosti so: desno od ceste Dózsa György: hotel kralice Elizabeth, reformirana cerkev (Trg Szabadság 9), mestna hiša (Trg Szabadság 7), Gong svetovnega miru (desna stran mestne hiše), dvorec Hamvay (Trg Szabadság 5). ), Mestni muzej Gödöllő (trg Szabadság 5), mestna tržnica in Pelikanov vodnjak (trg Szabadság 5).
Kot del razvojnega načrta Nove Madžarske je bil glavni mestni trg popolnoma prenovljen, dela pa so bila zaključena leta 2011, da bi se vzdušje mesta povrnilo tistemu iz časa pred gradbenim programom Socialistične stranke, ki je porušil večji del mestnega središča, da bi naredili prostor za stanovanjske bloke. V okviru prenove so trg uredili za pešce, dodali 46 uličnih svetilk v slogu secesije in pred reformirano cerkvijo zgradili pojočo fontano.

### Reformirana cerkev
Reformirana cerkev v baročnem slogu, zgrajena leta 1745, je čebulasto kupolasta cerkev s čudovito preprosto fasado. Gradbeni proces je bil pokrovitelj; denar in parcelo za cerkev je podaril Antal Grassalkovich I., ki je porušil reformirano cerkev, zgrajeno leta 1657 na mestu sedanjega kraljevega gradu. Nova cerkev je bila posvečena leta 1745. Večkrat je bila prenovljena: leta 1912 so celoten poslikan in rezbarjen lesen strop ter kor prezidali v betonu. Strmoglavljenje letala leta 1945 je cerkev resno prizadelo in procesi obnove so trajali zelo dolgo. Obnova stolpa je bila končana leta 1993.

### Gong svetovnega miru
Svetovni gong miru na Trgu Szabadság (Trg Svobode) je peti na svetu ter prvi in edini evropski gong miru, ki ga je Indonezija podarila kot darilo in simbol svetovnega prijateljstva in bratstva mestu Gödöllő. Gong prikazuje zastave vseh držav, simbole vseh religij in zemljevide zemeljskih oceanov. Ustvaril ga je Svetovni odbor za mir kot spomin na bombni napad na Baliju leta 2002. Gong je bil leta 2007 ponujen Gödöllőju kot priznanje za napredek v civilizaciji, tehnologiji in gospodarstvu ter miroljubnih družbenih razmerah v Gödöllőju. Gong tehta 150 kg; je relikvija bronastega kroga s premerom 2 m, delo Djuyota Suntanija, indonezijskega kiparja. Gong je bil slovesno odprt 2. maja 2007. Zgodba o gongu je vgravirana v majhni plošči spredaj, park okoli gonga pa je poseljen z grmovnimi vrstami, ki jih običajno najdemo v tropih. Gong ostaja v odličnem stanju, razen izpraskane izraelske zastave pred letom 2009.

### Dvorec Hamvay
Dvorec, značilna enonadstropna baročna stavba v središču mesta, spominja na Gödöllőjev barok s svojo značilno rumeno barvo in svetilkami iz kovanega železa. Ferenc Hamvay, zemljiški gospod Gödöllő, je leta 1662 zgradil ta dvorec (takrat pritlični objekt).
V 18. stoletju so jo prezidali in je postal enonadstropen, ko ga je Antal Grassalkovich I. preuredil v gostišče. Nato je opravljal številne funkcije, vključno s prvo lekarno leta 1814. Nekaj stropnih okraskov v notranjosti pritličja je verjetno ostalo iz tega časa. V 19. stoletju je postal hotel, ki nosi ime madžarske kraljice Elizabete. Od takrat naprej je bil hotel prizorišče številnih kulturnih in umetniških dogodkov, kot so gledališke predstave, v svoji plesni dvorani pa je gostil igralnico in številne plese. Spominska soba, urejena leta 1927 v šoli, ki je v stavbi delovala do leta 1988, je dom zbirke spominkov iz zgodovine in kulturnega življenja mesta Gödöllő. Leta 1978 je bila razstavljena še lokalna zgodovinska zbirka, katere naslednik je postal Mestni muzej Gödöllő. Dvorec Hamvay in tržnica na njegovem vrtu sta bila prenovljena v letih 1998–99; dela so bila nagrajena s številnimi domačimi in mednarodnimi nagradami.

### Mestna tržnica
Sodobna mestna tržnica je živahno mesto. Odprta med tednom zjutraj do zgodnjega popoldneva, vključuje zunanje in notranje stojnice, kjer prodajajo sveže pridelke, rože in izdelke lokalne obrti, nekateri lastniki stojnic pa nosijo tradicionalna oblačila. Na trgu je več kavarn in bar.

### Pelikanov vodnjak
Ob glavnem vhodu v mestno tržnico stoji Pelikanov vodnjak; prikazuje pelikana, ki svoje mladiče hrani z lastno krvjo.

## Univerza Szent István
Sedež univerze je v slikovitem Gödöllőju, skupno pa devet fakultet in institucija sprejema študente v Budimpešti, Jászberényju, Békéscsabi, Szarvasu in Gyuli. Večina šol na Univerzi Szent István ima eno ali celo dve stoletji dolgo zgodovino. SZIU je največja kmetijska visokošolska ustanova na Madžarskem.
V sedmih kampusih univerze študira več kot 18.000 študentov. Poleg običajnih kmetijskih in okoljskih ved Univerza Szent István ponuja tečaje iz veterine, okoljskih ved, strojništva, ekonomije in družbenih ved, arhitekture, upravljanja oskrbe z vodo, medicinskih ved in uporabnih umetnosti.